# Gilbert (Virgínia Ocidental)
Gilbert é uma cidade  localizada no estado norte-americano de Virgínia Ocidental, no Condado de Mingo.

## Demografia
Segundo o censo norte-americano de 2000, a sua população era de 417 habitantes.
Em 2006, foi estimada uma população de 398, um decréscimo de 19 (-4.6%).

## Geografia
De acordo com o United States Census Bureau tem uma área de
2,8 km², dos quais 2,6 km² cobertos por terra e 0,2 km² cobertos por água. Gilbert localiza-se a aproximadamente 256 m acima do nível do mar.

## Localidades na vizinhança
O diagrama seguinte representa as localidades num raio de 20 km ao redor de Gilbert.